# ISO/IEC 646
La norma ISO/IEC 646 es un estándar internacional para codificación de caracteres, basada en el estándar estadounidense ASCII, que fue aprobada en 1991 por la Organización Internacional de Normalización. El nombre ISO 646 también se aplica al código definido por dicha norma. ISO/IEC 646 también ha sido ratificada por ECMA como ECMA-6.
ISO 646 define un código de 7 bits que incluye las 26 letras del alfabeto inglés (mayúsculas y minúsculas), los dígitos, algunos signos de puntuación, algunos símbolos matemáticos y comerciales, y varios caracteres de control sin representación visible.